# Helga Stroh
Helga Stroh (Francoforte sul Meno, 4 marzo 1938) è un'ex schermitrice tedesca, vincitrice di una medaglia d'argento ai campionati mondiali di scherma.